# Dioscorea pedicellata
Dioscorea pedicellata är en enhjärtbladig växtart som beskrevs av Rodolfo Amando Philippi. Dioscorea pedicellata ingår i släktet Dioscorea och familjen Dioscoreaceae. Inga underarter finns listade i Catalogue of Life.